# Cyprian Paczkowski
Cyprian Paczkowski (ur. 28 września 1893 w Płocku, zm. 25 maja 1947) – polski działacz partyjny i państwowy, żołnierz Legionów Polskich i funkcjonariusz służb bezpieczeństwa Polski Ludowej, od 21 do 23 stycznia 1945 prezydent Płocka.

## Życiorys
Syn Wincentego i Marii, pochodził z rodziny inteligenckiej. Ukończył pięć klas gimnazjum. Od 1914 służył w Legionach Polskich (1 Pułk Artylerii) w stopniu kaprala artylerii, walczył w I wojnie światowej. W latach 1917–1918 internowany w obozie jenieckim w Szczypiornie w następstwie kryzysu przysięgowego. Podjął działalność w Komunistyczna Partia Polski, w 1923 skazany za to na 4 lata pozbawienia wolności. Prawdopodobnie spędził łącznie około 10 lat w więzieniach w Płocku i Łęczycy. W latach 1924–1927 używał fałszywego nazwiska Stanisław Piotrowski. W drugiej połowie lat 30. pracował w zarządzie miejskim Płocka. W okresie okupacji był pracownikiem podległych Niemcom rzeźni i następnie do stycznia 1945 tartaku w Płocku, działał w komunistycznej konspiracji. W 1942 był aresztowany przez Gestapo na około dwa tygodnie pod zarzutem słuchania nielegalnego radia.
Został członkiem Polskiej Partii Robotniczej. 21 stycznia 1945 został prezydentem Płocka z nadania władz radzieckich. Już 23 stycznia został aresztowany przez NKWD pod zarzutem współpracy z Gestapo, przy czym prawdopodobną przyczyną zatrzymania były walki frakcyjne wewnątrz PPR. Osadzono go w obozie w Homlu, staraniem działaczy PPR uwolniono go na jesienią 1945. W styczniu 1946 podjął pracę w Powiatowym Urzędzie Bezpieczeństwa Publicznego w Płocku kolejno jako referent, komendant ochrony urzędu i intendent. Zmarł z przyczyn naturalnych w kolejnym roku.
Jego postać była przez kilkadziesiąt lat pomijana w poczcie prezydentów miasta. Miał syna Cypriana juniora i córkę Józefę.